# HSDPA
High-Speed Downlink Packet Access ou HSDPA é um protocolo de telefonia móvel, também chamado 3.5G. O HSDPA é um serviço de transmissão de pacotes de dados que opera dentro do W-CDMA, no enlace direto (downlink), permitindo a transmissão de dados até 14,4Mbit/s em uma banda de 5MHz. Nesse sentido, abre novas possibilidades de serviços multimídia que utilizam a transmissão em banda larga em telefones móveis. 
Sua operação é regulamentada pelo conjuntos de normas 3GPP em sua quinta versão, de 2002.

## Principais características
O HSDPA implementa, entre outras características, um novo canal físico (HS-PDSCH) e de transporte (HS-DSCH) cujas diferenças com relação aos canais compartilhados do WCDMA puro são, entre outras:
- Modulação e Codificação Adaptativas (AMC);
- Requisição de Repetição Automática Híbrida (Hibrid Automatic Repeat Request - HARQ);
- Reserva Rápida de Pacotes (fast packet scheduling);
- Dois modos de modulação (QPSK e 16-QAM);
- Codificação turbo.

Outras diferenças incluem ausência do controle de potência rápido e soft handoff.
Essas funcionalidades são implementadas na chamada BTS, ou Base Transceiver Station, a estação base, também conhecida como node-B.